# Kamel Hana Gegeo
Kamel Hana Gegeo (arabe : كامل حنا ججو), né à une date inconnue et mort le 18 octobre 1988, est un garde du corps irakien.

## Biographie
Kamel Hana Gegeo est né dans une famille de confession chrétienne chaldéenne et appartient à la communauté assyrienne d'Irak. Il devient le garde du corps personnel du président de la République d'Irak Saddam Hussein et officie auprès de lui comme valet et goûteur. Il aurait présenté aux alentours de 1983 à Saddam Hussein celle qui allait devenir sa deuxième épouse, Samira Chahbandar, et aurait organisé plusieurs rencontres entre eux. Le couple se marie finalement en secret en 1986 et Samira Chahbandar commence à apparaître publiquement aux côtés de Saddam Hussein à partir de cette date.
Cette situation mécontente fortement tant Sadjida Talfah, la première épouse de Saddam Hussein, que leur fils Oudaï, qui considère cette union comme une atteinte à l'honneur de sa mère et une menace à son statut d'héritier de son père. Au cours d'une réception donnée le 18 octobre 1988 en l'honneur de la Première dame d'Égypte Suzanne Moubarak, Oudaï Hussein confronte Kamel Hana Gegeo et le frappe mortellement avec un club de golf, avant de l'achever à coups de feu. Saddam Hussein ordonne immédiatement l'arrestation de son fils, mais le libère après que les parents de Kamel Hana Gegeo l'aient prié de lui pardonner.

### Filmographie
Dans le feuilleton télévisé de la BBC House of Saddam, consacré à l'ascension et la chute de Saddam Hussein, le rôle de Kamel Hana Gegeo est tenu par l'acteur britannique Akbar Kurtha. Dans le film belgo-néerlandais The Devil's Double sorti en 2011, il est incarné par l'acteur britannique Mem Ferda.